# Weleda

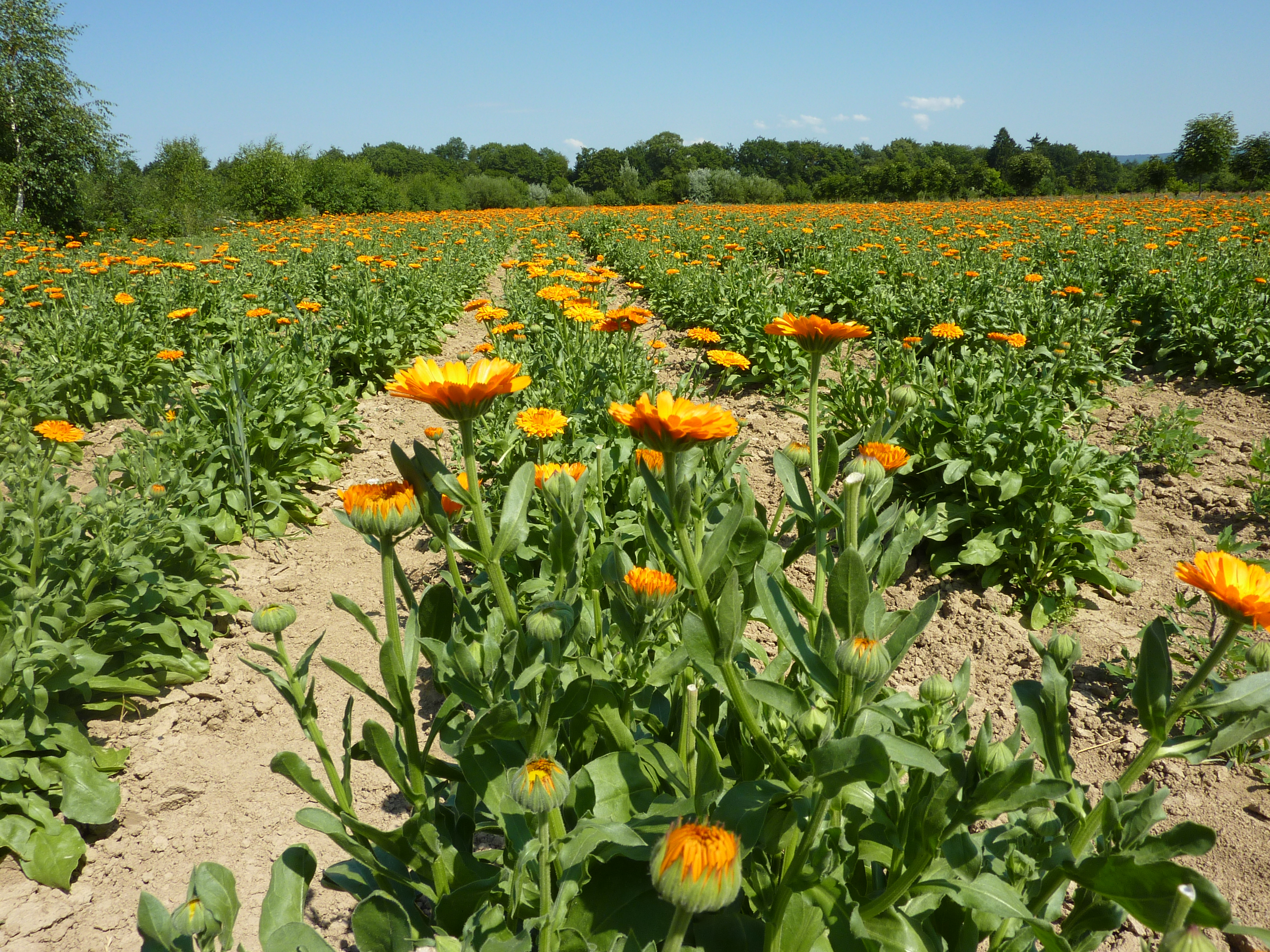
Odling av ringblommor i Weledas läkeväxtträdgård i Tyskland

Weleda är en multinationell koncern som tillverkar hudvårdsprodukter, näringstillskott och antroposofisk medicin. Produkterna och medicinen är utvecklad utifrån antroposofiska principer. Under 1928 introducerades företagsnamnet Weleda, inspirerat av keltiska kvinnor som kunde läka sjukdomar med naturens krafter.  Weleda Group är medlem i Union for Ethical Biotrade (UEBT).
Företaget säljer ett hundratal hud- och kroppvårdsprodukter i Sverige. 
Företaget använder råvaror från biodynamiska och ekologiska odlingar.

## Organisation
Företaget grundades i Schweiz i början av 1920-talet av läkaren Ita Wegman, grundaren till antroposofisk medicin i samarbete med antroposofins upphovsman Rudolf Steiner. Idag finns Weleda i 51 länder och har omkring 1800 anställda. Huvudkontoret ligger i Arlesheim i Schweiz, men den viktigaste produktionsenheten finns i Schwäbisch Gmünd i Tyskland. Företaget har egna odlingar och samarbetar även med lokala odlare runtom i världen. Weleda är medlem i Union for Ethical Biotrade (UEBT), som arbetar för biologisk mångfald och rättvis handel.

## Weleda i Sverige
Weleda Sverige startade 1958 och har sitt huvudkontor i Stockholm, efter flytten från Järna 2013. I Stockholm finns även koncernens nordiska huvudkontor.